# Ennealophus foliosus
Ennealophus foliosus är en irisväxtart som först beskrevs av Carl Sigismund Kunth, och fick sitt nu gällande namn av Pierfelice Ravenna. Ennealophus foliosus ingår i släktet Ennealophus och familjen irisväxter.

## Underarter
Arten delas in i följande underarter:
- E. f. amazonicus
- E. f. foliosus

## Bildgalleri

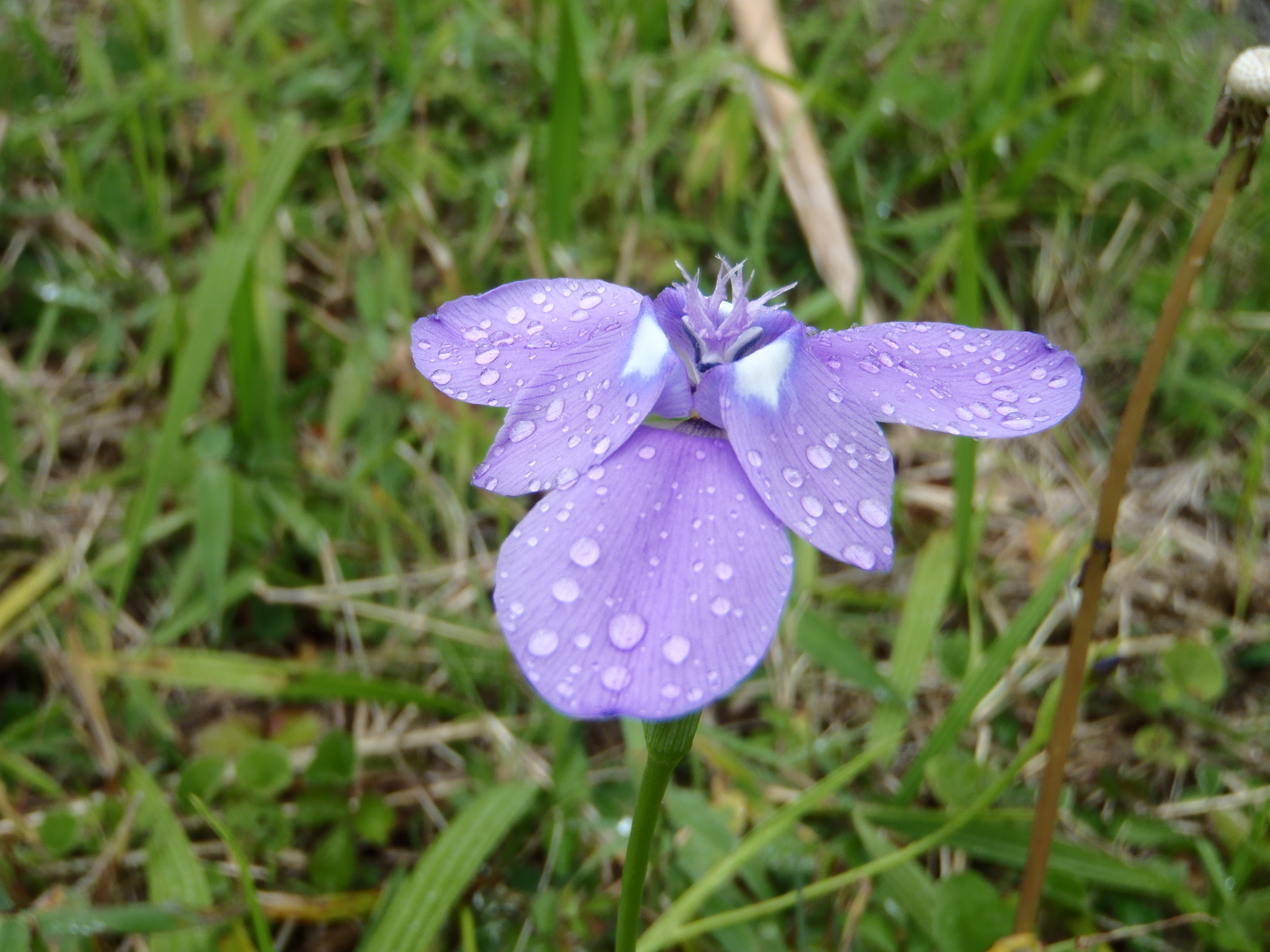